# Rosa Röhre

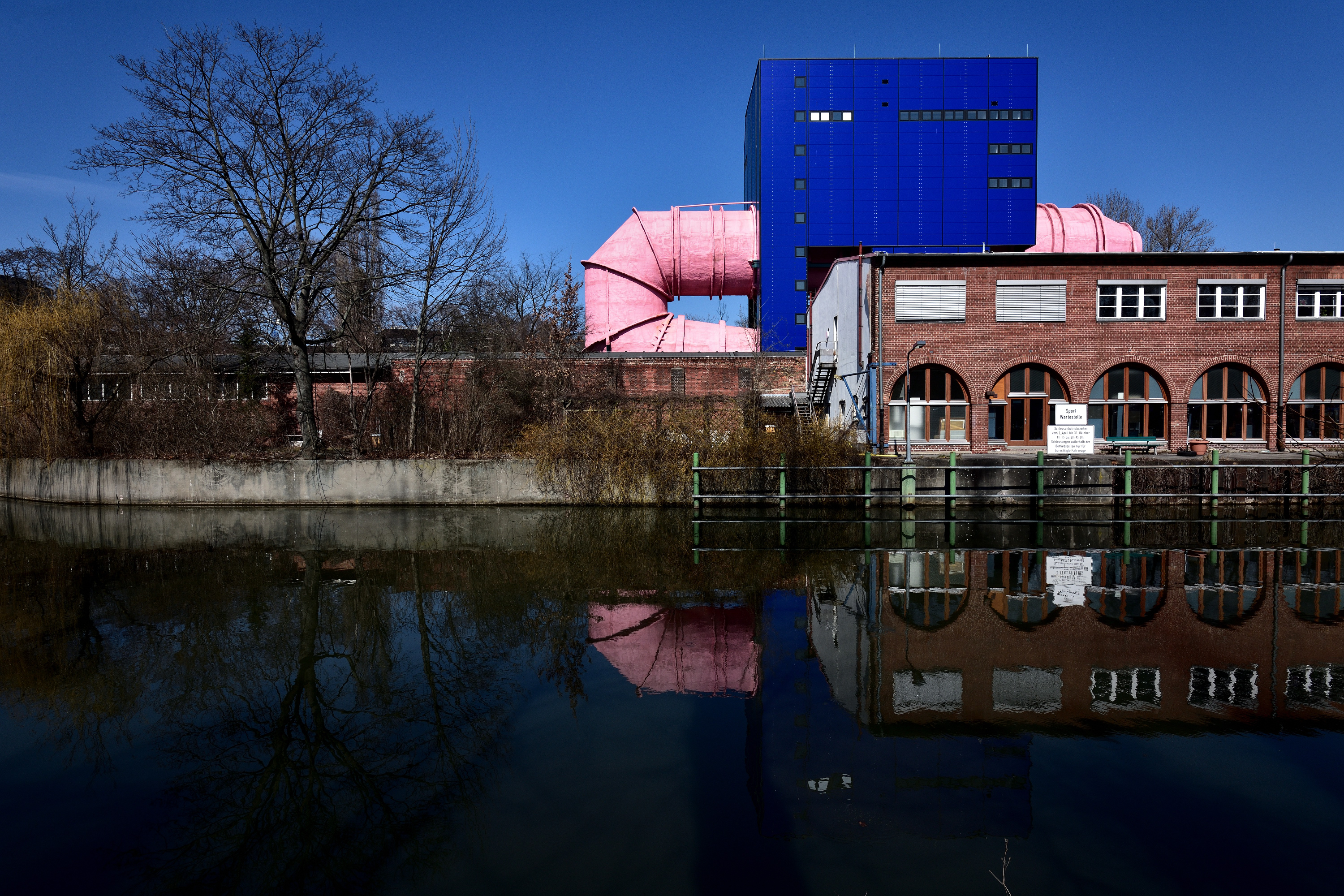
Die Rosa Röhre 2017: „Eine fette rosa Made, die durch einen knallblauen Kasten auf Stelzen kriecht.“ Deutschlandfunk

Die im Volksmund so genannte Rosa Röhre (offiziell Umlauftank 2 – UT2) ist ein Strömungsumlaufkanal der Versuchsanstalt für Wasserbau und Schiffbau der Technischen Universität Berlin. Sie bildet eine Schnittmenge zwischen Architektur, Industriebau, Maschine und wissenschaftlichem Gerät. Das Gebäude steht auf der Schleuseninsel im Landwehrkanal an der Müller-Breslau-Straße in Berlin-Charlottenburg, am westlichen Zipfel des Tiergartens. Das Gebäude steht seit 1995 unter Denkmalschutz.

## Geschichte
In den ersten Plänen um 1900 war der Standort für die Versuchsanstalt für Wasserbau und Schiffbau noch am Rande des kaiserlichen Pferdeplatzes geplant. Als man Kaiser Wilhelm II. diesen Plan vorlegte, durchkreuzte er ihn mit einem einzigen Federstrich und notierte darüber: „Mein Reitplatz bleibt“. Gebaut wurde das Versuchswerk schließlich am heutigen Platz, auf der Insel im Kanal.
Bereits 1903 wurde die Forschungseinrichtung gegründet. Auf Veranlassung von Kaiser Wilhelm II. entstand ein Bau mit innen liegenden Strömungsrinnen. In den Jahren 1927 bis 1930 erhielt das Gebäude seinen ersten Umbau. Dabei wurde auf der Südseite ein Wasserbaulaboratorium errichtet, die sogenannte „Südhalle“, die mit großen Bogenfenstern auf den Fluss blickt. Von 1961 bis 1964 schließlich folgte die Erweiterung zum Wasserumlaufkanal, die 1969 bis 1974 beendet wurde. Entworfen wurde der 1968 bis 1974 errichtete Bau vom Architekten Ludwig Leo, involvierter Ingenieur war Christian de Boes. Leo war es, der die prägnante rosafarbene Farbgebung wählte. Der Bau wurde bereits zu seinen Lebzeiten unter Denkmalschutz gestellt.
1975 ging die Anlage in Betrieb.

## Architektur

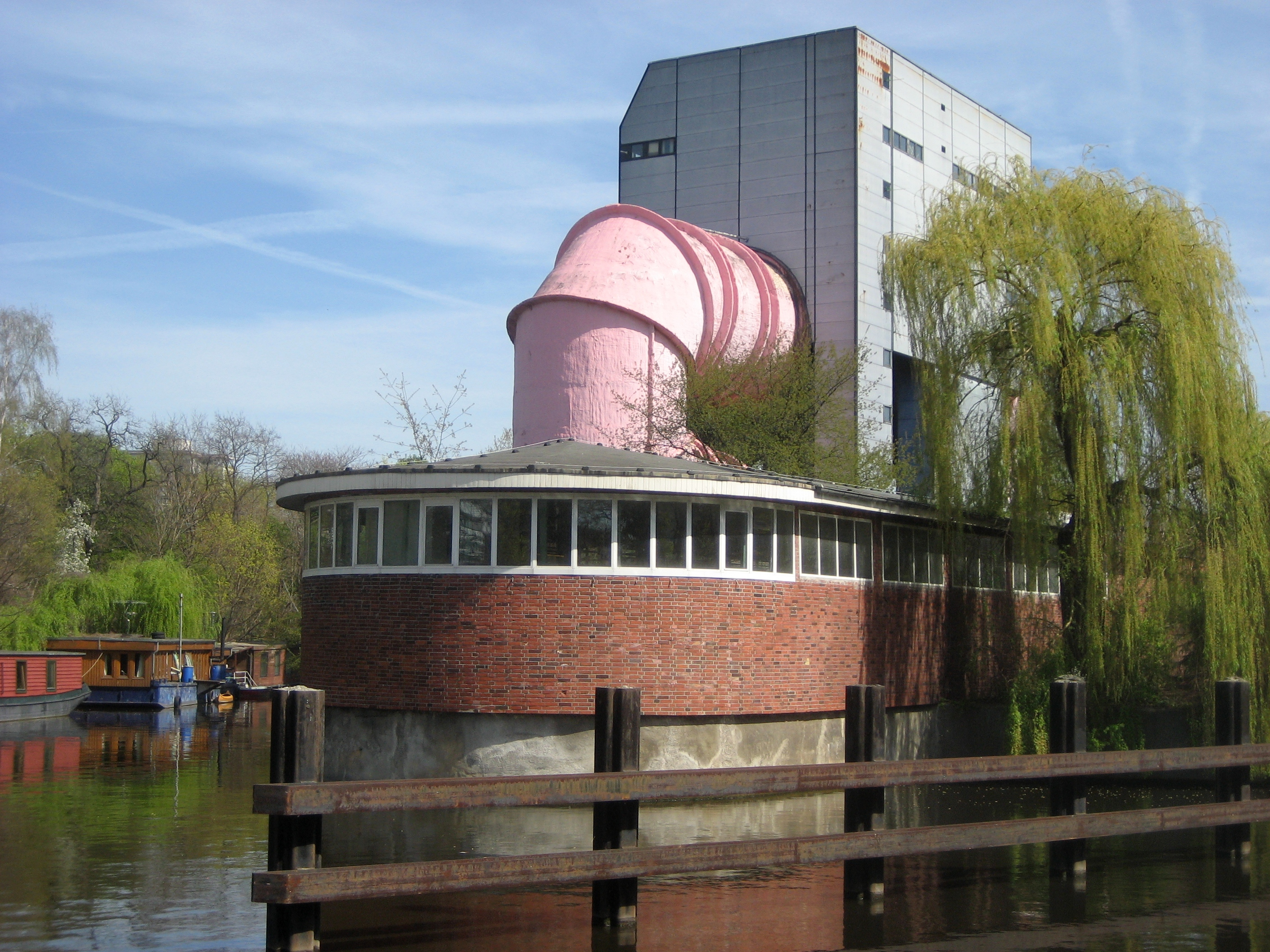
Halbrunder Backsteinbau als Endpunkt der Kanalinsel

Ein halbrunder Backsteinbau mit umlaufendem Fensterband ragt an einem Ende des Gebäudes in den Landwehrkanal hinein. Die horizontal lang gestreckten Klinkerbauten beherbergen die herkömmlichen Schlepprinnen. Unten liegen die Räume des Instituts. Darüber thront der Umlaufkanal, der durch seine ungewöhnliche Architektur auffällt. Das Umlaufrohr durchdringt ein Laborgebäude. Auf dem Umlaufkanal sitzen über fünf Decks gestaffelt die Messstände. Kubus und Röhre werden gehalten von einer geschweißten Stahlkonstruktion aus Doppel-T-Trägern, die auf einem 4,2 m hohen Stahlbetonsockel steht. Es wird gemutmaßt, dass Leo das Gebäude bewusst ein paar Meter höher gebaut hat als das nahe, von den Nationalsozialisten zu Repräsentationszwecken missbrauchte Charlottenburger Tor.
PU-Schaum fand in der Außenverkleidung von Röhre und Kubus zur Isolierung von Temperaturschwankungen Verwendung. Die 17 mm Stahlblechhaut der Röhre wurde mit einer 4 cm dicken Lage aus PU-Schaum beschichtet und schlichtweg mehrmals mit Farbe überstrichen. Das Rohr des Umlaufkanals wurde rosa, während das kastenförmige Labor mit Aluminiumplatten in Blau verkleidet ist. Im Inneren erinnern die Decks an Schiffsmaschinenräume, mit Böden und Stützen in Dunkelgrün, Decken und Wänden in Weiß. Von zwei umlaufenden Galerien hat man über zwei Decks Einblick auf das Versuchsfeld.
Stilistisch zählt die Architektur des 70er Baus zur Nachkriegsmoderne und zur internationalen Avantgarde – oder, wie es der Deutschlandfunk beschreibt: „[Der Umlauftank ist] eine Ikone der Pop-Art-Architektur, wenn es denn so eine Kategorie gäbe.“ Eine postmoderne Verspieltheit lag dem Architekten indes fern. Passender ist eher die Bezeichnung poetische Strenge, als Ausdruckskraft der klaren Gebäudefunktionen. Im Stil des Brutalismus der 50er Jahre versteckt das Gebäude seine Funktion nicht, sondern trägt sie prominent nach außen. Das schmale Grundstück war bereits vor Leos Erweiterung komplett bebaut. Mithin entwarf der Architekt das Umlaufrohr vertikal, statt horizontal. Dieser Anordnung ist heute das Aussehen als „urbaner Skulptur“ zu verdanken.
Peter Cook stellt die Rosa Röhre auf eine Stufe mit dem Wiener Secessionsgebäude oder dem Darmstädter Hochzeitsturm. Als vergleichbar wird auch der Potsdamer Einsteinturm genannt.

## Sanierung

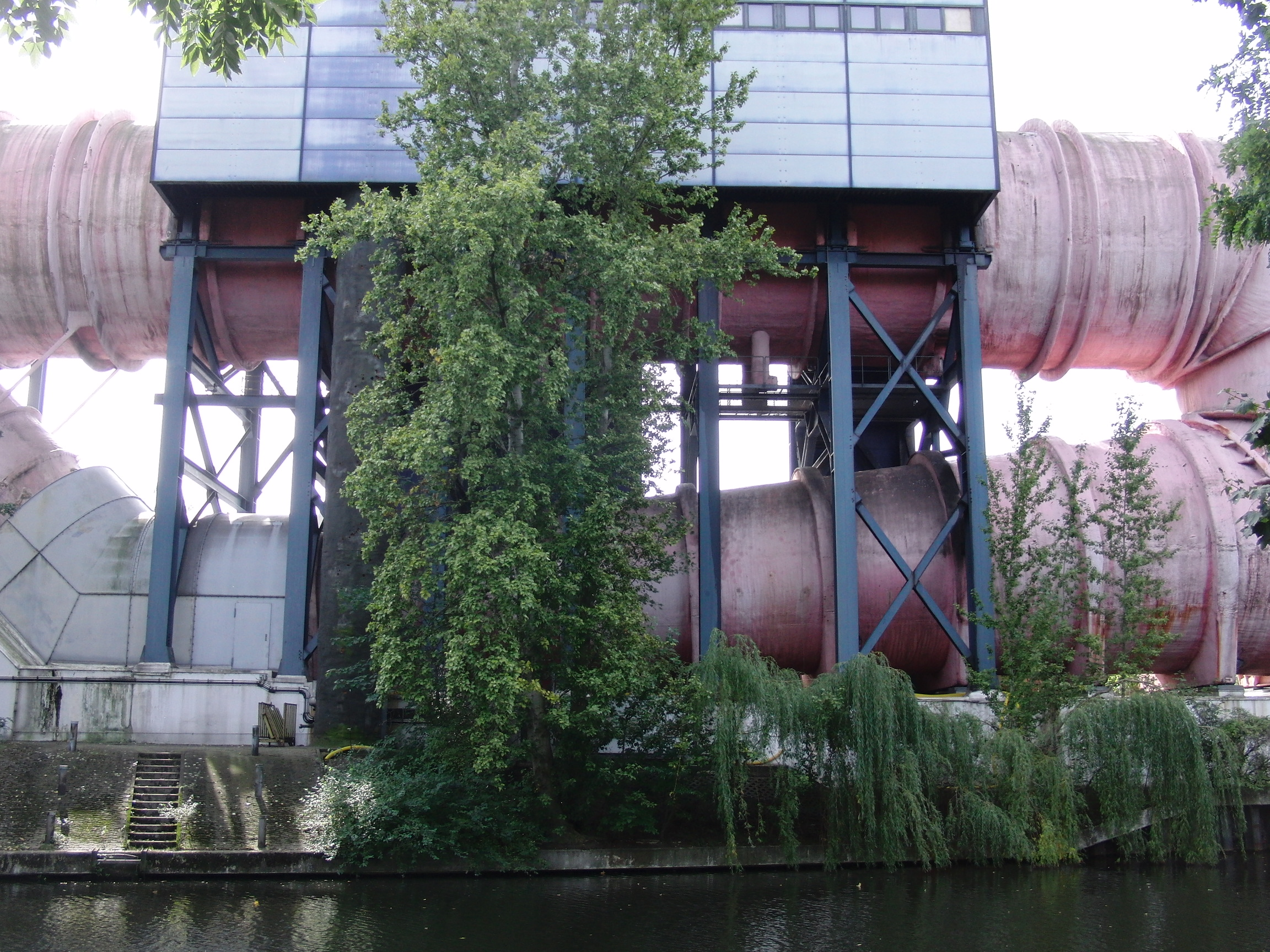
Lädierte Oberflächenbeschaffenheit vor der Sanierung (2012)

Obwohl das Bauwerk seit 1995 unter Denkmalschutz stand, war es Mitte der 2000er Jahre in einer schlechten baulichen Verfassung: abgeplatzter PU-Schaum, Pflanzenbewuchs, verblasste Farben, durchgerostete Metallpaneele, verwitterte Fenster. Veränderte Eigentumsverhältnisse und eine ungewisse Zukunft in der Nutzung schoben eine Instandsetzung ins Ungewisse. Die TU selbst konnte sich den Unterhalt nicht mehr leisten. 2001/02 habe sich das Kuratorium deshalb zur Schließung der Anlage entschlossen, mit der Bedingung, laufende Aufträge noch bis Sommer 2007 zu Ende zu führen. Geschäftsführung und Bauunterhaltung wurden als vakant aufgeführt. Ein Abriss schien denkbar.
2012 erfolgte eine Machbarkeitsstudie für grundsätzliche Instandsetzungsmöglichkeiten. Schwerpunkte der Arbeiten lagen auf dem Bewerten von Bausubstanz, Tragwerk, Haustechnik, Bauphysik, Brandschutz und Schadstoffen. Statisch musste beachtet werden, dass die Baukonstruktion und Material auch in Zukunft die durch die Versuche verursachten Schwingungen schadlos aufnehmen kann. 2014 bis 2017 wurde das Gebäude dann in Auftrag der Wüstenrot Stiftung denkmalgerecht von Architekt HG Merz saniert. Beteiligt war zudem das auf Denkmalpflege spezialisierte Büro adb Ewerien und Obermann. Die Stiftung hat das Gebäude als „schützenswertes Gebäude der Nachkriegszeit“ erklärt und die Prämisse war, das Bauwerk „maximal authentisch zu erhalten“, so Philip Kurz, Geschäftsführer der Wüstenrot-Stiftung.
Zu den Maßnahmen gehörten auch die Instandsetzung der äußeren Oberflächen sowie einer Dachabdichtung. Während der Sanierung war am Gebäude viel Materialforschung möglich – und notwendig. Für Teile der Sanierung musste restauratorische Grundlagenforschung mit den Materialien der Nachkriegsmoderne betrieben werden, beispielsweise für Plastik- und Metalloberflächen, oder den rosa angesprühten PU-Schaum. Es zeigten sich Ablösungserscheinungen des PU-Schaums vom ansonsten fast rostfreien Stahlrohr. Trotz Schäden erfüllte der Schaum seine Dämmfunktion nach wie vor. Der Schaum wurde punktuell repariert. Ein materialgleiches, doch mittlerweile umweltfreundliches PU-Overspray sorgte für eine ebene Oberschicht. Für die Schutzlackierung der Schaumoberfläche wurde der original rosafarbene Farbton ermittelt. Daraufhin wurde eine umweltgerechte Farbe hergestellt, basierend auf einer wässrigen Acrylatdispersion. Die Farbschicht wurde im Airless-Verfahren von Hand aufgebracht, wie auch schon die ursprüngliche Beschichtung.
Die außen ursprünglich blau beschichteten Sandwichpaneele der Laborhalle waren über die Jahre grau geworden. Zur genauen Analyse wurden die Paneele im Wirbelstromverfahren geprüft. Kondenswasserschäden an den Innenseiten der Außenbleche hatten zu einer unerwartet starken Korrosion geführt. Beinahe die gesamte Fassade erhielt neue Sandwichpaneele. Diese wurden von derselben Firma der 1970er Jahre, der Hoesch AG, in nahezu identischer Form produziert.
Die Laborhalle wurde innen restauratorisch behandelt, ohne Alterungsspuren zu beseitigen. Zum Erhalt der Authentizität wurde darauf verzichtet, das markante Grün im Inneren zu überstreichen. Es wurden neue Fenster und Brandschutzmaßnahmen installiert. Im Treppenhaus war eine Asbestsanierung vonnöten.
Darüber hinaus wurden auch das technische Umlaufsystem mitsamt der Motoren überholt, diverse Nebenaggregate, Förderanlagen Ringrohrleitungen und der bewegliche Boden. Diese Instandsetzung wurde von der TU Berlin und den Fachbereichen Fluidsystemdynamik und Dynamik Maritimer Systeme verantwortet.
Die Instandsetzung wurde durch eine eigene Ausstellung in Berlin, Stuttgart und London mit dem Titel „Ludwig Leo Ausschnitt“ begleitet. Die Gesamtsumme der Renovierungsmaßnahmen betrug 3,5 Millionen Euro. Der teuerste Posten war das statisch und ausführungstechnisch extrem komplexe Gerüst. Es musste an der Fassade schweben, weil das Gebäude am Ufer der Insel steht. Die TU verpflichtete sich, den Bau für die Forschung weiterhin zu nutzen. Kurz resümierte: „Die Sanierung wird beides sein: ein großer Gewinn für die Denkmalpflege und für die Forschung.“

## Nutzung
Die Nutzung der Anlage stand zu Beginn der 2000er Jahre auf unsicheren Füßen. Der Fortschritt in der Computersimulation stellte die Nutzung in Frage. Die technische Ausnutzung wurde auf ein Minimum reduziert. 2007 waren nurmehr drei Mitarbeiter mit der Abwicklung beschäftigt. Zeitweise stand sie sogar leer. Erst durch die Sanierung wurden die Weichen neu gestellt und der Betrieb wieder aufgenommen.
Weltweit gibt es 80 dieser Umlauftanks, vier in Deutschland, wovon dieser der größte ist. Das Gebäude beinhaltet einen geschlossenen Kreislauf, den Wasserumlaufkanal, auf dem eine fünfstöckige Versuchshalle thront. Das gesamte Gebäude hat eine Höhe von 30,8 m, die Rohrschleife hat eine Länge von 120 m und fasst 3.300 t Wasser.
Die Rosa Röhre gilt als der weltweit größte Umlauftank, mit einer Tiefe bis zu 3 m, einer Breite von 5 m und einer Messstrecke von 11 m. Der Wasserstrom in der Rosa Röhre wird durch zwei Schiffsdieselmotoren erzeugt. Die 2.750 PS starken Antriebe sind in einem separat zugänglichen Maschinenhaus mit Schalldämpfern untergebracht. Das Wasser lässt sich auf zehn Meter pro Sekunde beschleunigen. Der konventionelle Umflauftank lässt sich auch als Kavitationstank mit freier Wasseroberfläche und verstellbarem Boden betreiben.
Über einen Fahrstuhl können bis zu neun Meter lange Schiffsmodelle in die Röhre eingesetzt werden. Die Technische Universität nutzt das für Versuche mit sechs bis sieben Meter großen Schiffsmodellen. Getestet werden beispielsweise Widerstand oder Antriebsleistung. Die Universität nutzt den Umlauftank außer für Versuche mit Schiffsmodellen auch für Widerstands-, Freifahr-, Propulsions- oder Manövrierversuche sowie für Strömungsbeobachtungen. Die Firma Boeing hat hier mit Tragflügelbooten experimentiert. Auch die strömungsgünstige Fortbewegung von Pinguinen wurde hier von Wissenschaftlern untersucht. Simulationen mit Seegang werden im 8 × 120 m großen Flachwasserbecken durchgeführt, weitere Tests in der 250 × 8 m großen Schlepprinne.
Das funktionstüchtige Schaltpult stammt aus den 70er Jahren. Moderne Messtechnik wird per Laptop angeschlossen.
Die Rosa Röhre solle als „eine Art Thinktank für die Schifffahrtstechnik“ (Christine Ahren, Erste Vizepräsidentin der TU Berlin: Berliner Abendblatt) dienen. Auch Schulklassen sollen die Anlage besuchen dürfen.